# Charles de La Mothe-Houdancourt
Charles de La Mothe-Houdancourt (1643 - mort le 24 mars 1728), marquis de la Mothe, sous-lieutenant des chevau-légers du roi, maréchal de camp, lieutenant-général des armées (1702), gouverneur de Bergues-Saint-Vinocq, grand d'Espagne (1722).

## Biographie
Il était le fils d'Antoine Ier de La Mothe-Houdancourt et neveu du maréchal Philippe de La Mothe-Houdancourt.
 
En 1708, il subit plusieurs défaites en Flandre, comme la bataille de Wynendaele le 28 septembre, et le siège de Gand le 30 décembre.
Il épouse le 13 mars 1687 Marie-Élisabeth de la Vergne de Montenard, dont il eut deux fils :
- Louis Charles (1687 - 1755), marquis de la Mothe-Houdancourt
- X, comte de la Mothe (? - 1710)

Il a possédé l'hôtel particulier parisien du 77 rue de Grenelle.

## Sources
- Dictionnaire généalogique, héraldique, chronologique et historique par François Alexandre Aubert de la Chenaye Desbois - page 593
- geneanet
- Neil Jaffares